# Васил Велев
Вижте пояснителната страница за други личности с името Васил Велев.
Васил Георгиев Велев е български инженер, икономист, предприемач и общественик, председател на Управителния съвет на Асоциация на индустриалния капитал в България (АИКБ). През октомври 2015 г. е избран за председател на Международния координационен съвет на организациите на работодателите. Изпълнителен директор е на „Стара планина холд“ АД и на „ХЕС“ АД, както и член на съвета на директорите на „М+С Хидравлик“ АД – все дружества от ТОП 10 на Българската фондова борса.

## Биография и образование
Васил Георгиев Велев е роден на 1 април 1959 г. в гр. София. През 1977 г. завършва с отличие 133-то СОУ в София. Носител е на редица награди в олимпиади по математика, физика, химия и биология.
Завършва като първенец на випуска Школата за запасни офицери при Висшето военновъздушно училище в гр. Долна Митрополия, специалност „Техник на самолета и двигателя“ и е произведен предсрочно в офицерски чин през 1978 г.
През 1984 г. се дипломира във факултет „Автоматика“ на Техническия университет в София с отличие, златен медал и като първенец на випуска. През 2008 г. завършва магистратура в Икономическия университет във Варна, специализирайки „Корпоративно развитие и управление“.
"Частният бизнес" на Велев започва с "приватизацията" на Държавен Фонд ТНТМ, преобразуван във "фондация" "Еврика". 
В частния бизнес е от възникването му в най-новата ни история като първоначално има активности главно в областите на управление на финансови активи, търговия, недвижими имоти, машиностроене. Учредител и председател на съвета на директорите на „Интерфининвест“ АД, управляващ съдружник на „БИК Холд“ и др.

## Участие в нестопанския сектор
Инициатор е за създаването и първи президент на редица неправителствени организации, в т.ч. на първата в България фондация след началото на демократичните промени – Фондация „Еврика“, съхранила имущество и традиции на ТНТМ, Фондация „Помощ за благотворителността в България“, допринесла за въвеждането в България на световния опит и стандарти при благотворителността и др. Известно време чете лекции и ръководи курс в УНСС по управление на нестопански организации.
Носител е на редица отличия за принос в развитието на гражданското общество в България като приза на Икономическия и социален съвет. През 2013 г. е удостоен с традиционната награда на Съюза на народните читалища ”Следовник на народните будители”.

## Управление и предприемачество
Съучредител, а от 1999 г. изпълнителен директор на „Стара планина холд“ АД. През последните години дружеството неизменно е включвано в борсовите индекси SOFIX, BGBX40 и BGTR30 на Българската фондова борса, а от създаването му е и в индекса на компаниите с най-добро корпоративно управление CGIX. Акцията на „Стара планина холд“ АД е включена и в 8 от индексите на STOXX®. Четири от дъщерните му дружества са също листвани на борсата.
Изпълнителен директор на „ХЕС“ АД и „М+С-97“ АД, председател на Съвета на директорите на „Интерфининвест“ АД, управляващ съдружник на „БИК Холд“ ООД, „Гарант 5“ ООД, „Велев Инвест“ ООД, член на Съвета на директорите на „М+С Хидравлик“ АД, „Елхим Искра“ АД и „Българска роза“ АД. Носител на редица бизнес отличия като Приз „Буров“, Бизнес-награда „Икар“ и др.
По време на председателството на Васил Велев, който е един от учредителите и председател на УС на Асоциацията на индустриалния капитал в България (АИКБ), организацията е призната за представителна на национално равнище организация на работодателите.
Избиран е за член на Съвета на Международния конгрес на промишлениците и предприемачите, член на Националната комисия по корпоративно управление, член на настоятелството на Икономически университет – Варна, член на управителния съвет на Сребърния фонд, член на комитета за наблюдение на Националната стратегическа референтна рамка (Договора за партньорство), член на Националния икономически съвет, заместник-председател на Икономическия и социален съвет, заместник-председател на Националния съвет за тристранно сътрудничество и др. Заместник-председател е на Съвета на фондация „Еврика“, ротационен председател на Международния координационен съвет на организациите на работодателите от ЦИЕ, Прибалтика и ОНД (МКСОР) и председател на Съвета на настоятелите на Технически университет - София.